# Woschod (rejon krasnohwardijski)
Woschod (ukr. i ros. Восход) – wieś na Ukrainie, w Autonomicznej Republice Krymu (de iure stanowiącej integralną część państwa ukraińskiego, w 2014 anektowanej przez Rosję i odtąd funkcjonującej jako Republika Krymu), w rejonie krasnohwardijskim. W 2001 liczyła 6715 mieszkańców, wśród których 997 wskazało jako ojczysty język ukraiński, 5499 rosyjski, 54 krymskotatarski, 3 mołdawski, 1 rumuński, 17 białoruski, 1 gagauski, 17 inny, a 126 osób się nie zadeklarowało. Według spisu ludności przeprowadzonego przez okupacyjne władze rosyjskie populacja wsi w 2014 wynosiła 4808, a w 2021 - 4971 osób.